# Große Synagoge (Njaswisch)

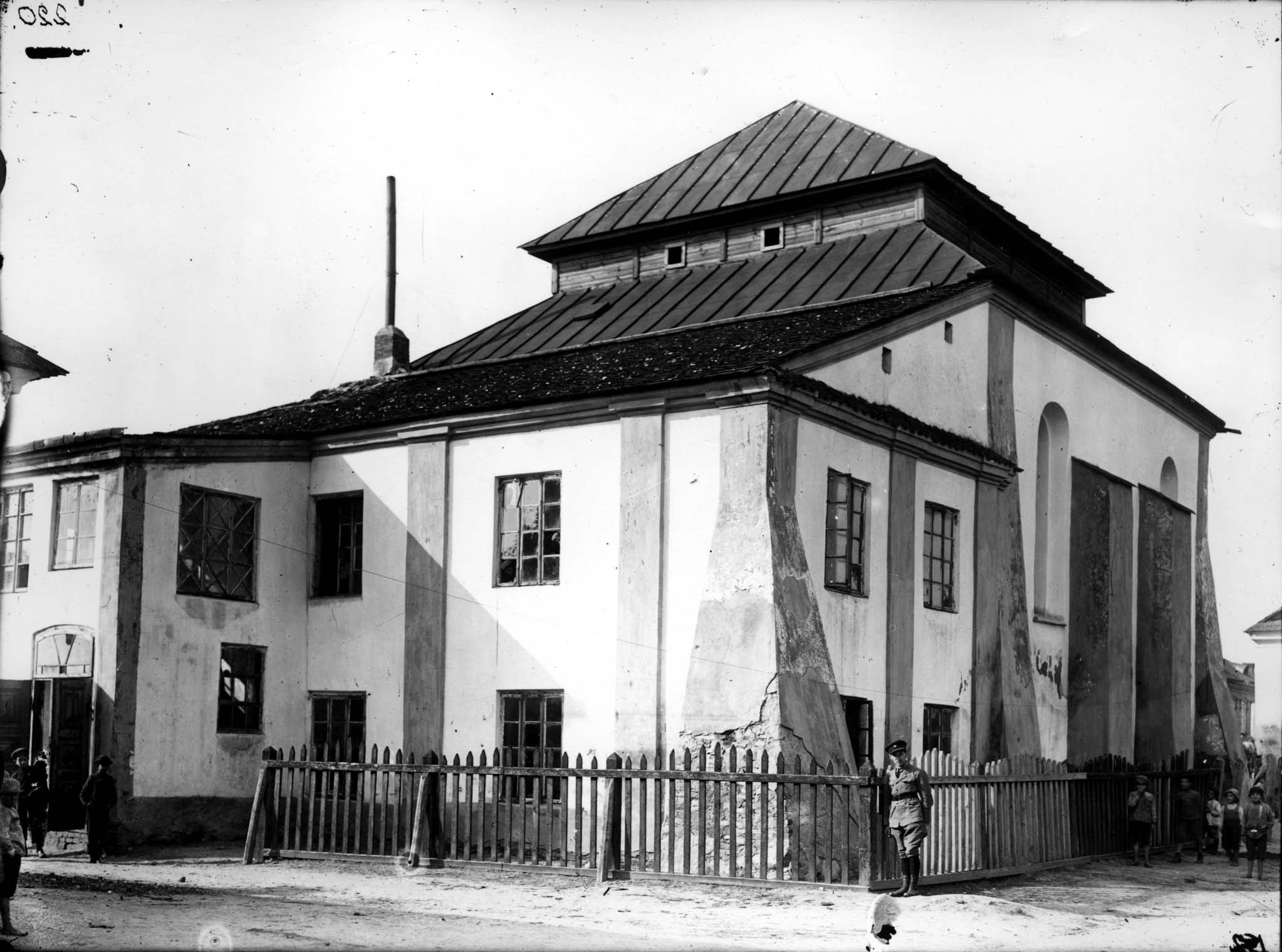
Große Synagoge in Njaswisch (vor 1939)

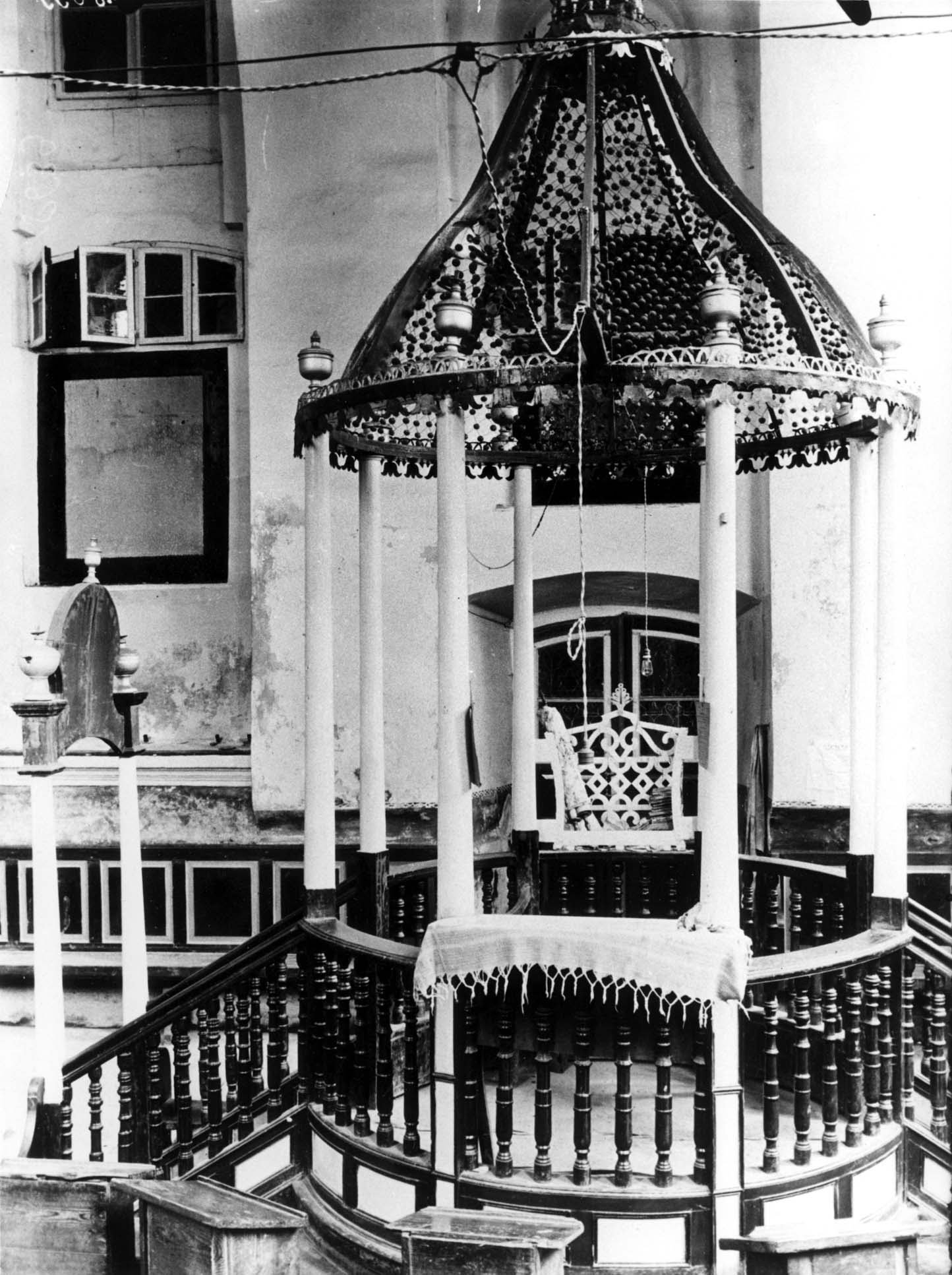
Innenansicht mit Bima (vor 1939)

Die Große Synagoge in Njaswisch, einer belarussischen Stadt in der Minskaja Woblasz, wurde ursprünglich um 1600 errichtet. Die Synagoge wurde 1941 während des Zweiten Weltkriegs von den deutschen Besatzern in Brand gesteckt.
In Njaswisch war vor 1941 der Anteil der jüdischen Bevölkerung sehr hoch. Der überwiegende Teil der jüdischen Bevölkerung wurde von den deutschen Besatzern während des Holocausts ermordet.